# 16007 Kaasalainen
16007 Kaasalainen este un asteroid din centura principală de asteroizi.

## Descriere
16007 Kaasalainen este un asteroid din centura principală de asteroizi. A fost descoperit pe 20 ianuarie 1999 la Caussols, în cadrul proiectului ODAS. Asteroidul prezintă o orbită caracterizată de o semiaxă mare de 2,31 ua, o excentricitate de 0,10 și o înclinație de 7,6° în raport cu ecliptica.